# Унифред I (граф Рибагорсы)
Унифре́д I (II) (кат. Unifred I, исп. Unifredo I) (умер в 980 или 981) — граф Рибагорсы (960/970—980/981), представитель Рибагорсской династии.
Унифред I был старшим сыном графа Рамона II, после смерти которого в 960 или 970 году унаследовал графство Рибагорса. Его соправителями стали его младшие братья Арнау I и Исарн I. Возможно, соправителями Унифреда I были также его сестра Тода и двоюродный дядя Гильем I (умер около 975), в некоторых документах упоминаемые с титулами правителей Рибагорсы. В документе, датированном 8 февраля 973 года, графом Рибагорсы назван также и некий Ато, происхождение которого историками до сих пор точно не установлено (предполагается, что он мог быть пасынком Унифреда).
Исторические источники очень немногословны в описании событий во время правления графа Унифреда I. На основании свидетельства о наказании священника монастыря Сан-Эстеве-дел-Маль Ромио и некоего Эцо, обвинённых в самом начале правления Унифреда в измене, историки предполагают, что, возможно, после смерти Рамона II в Рибагорсе произошёл мятеж, подавленный сторонниками графской семьи. Данные в это время графом Унифредом I хартии говорят о большом влиянии на него его матери Гарсенды, возможно, вместе с сыном участвовавшей в управлении графством.
Более известно об Унифреде I как о покровителе и благотворителе церквей и монастырей, находившихся в его владениях. Особенным вниманием Унифреда пользовался монастырь Алаон, которому граф Рибагорсы неоднократно давал дарственные хартии. Унифред перестроил и вновь освятил этот монастырь, а в 975 году предоставил поставленному им здесь аббату Ориолфу иммунитет от светских властей для местной монашеской общины.
Граф Унифред I умер в 980 или 981 году. Согласно его завещанию, он был похоронен в монастыре Алаон. Унифред I, женатый на Санче, происхождение которой неизвестно, не имел детей. Поэтому новым правителем Рибагорсы был провозглашён второй сын графа Рамона II, Арнау I, которому около 990 года наследовал его младший брат Исарн I.